# شهرستان سردنکانسکی
شهرستان سردنکانسکی (به لاتین: Srednekansky District) یک شهرستان در روسیه است که در استان ماگادان واقع شده‌است.